# Virupoort
De Virupoort is een middeleeuwse stadspoort in de oude binnenstad van de Estse hoofdstad Tallinn. De poort komt uit de 14e eeuw. Het was eerst onderdeel van een grotere stadspoort met acht torens die doorliep naar de stadsmuren maar toen aan het eind van de 19e eeuw een nieuwe weg werd aangelegd werd het grootste deel van de poort gesloopt. De Virustraat die vanaf de poort naar de binnenstad loopt is een populaire winkelstraat.
Viru betekent ‘kolk’, maar de historische Duitse naam luidde Lehmpforte (‘Leempoort’). Het Viruhotel, in de wijk Südalinn naast de historische binnenstad, is naar de Virupoort vernoemd.